# كريس فولر
كريس فولر (بالإنجليزية: Chris Fowler)‏ هو مذيع ومعلق رياضي أمريكي، ولد في 23 أغسطس 1962.

## وصلات خارجية
- كريس فولر على موقع IMDb (الإنجليزية)
- كريس فولر على موقع قاعدة بيانات الفيلم (الإنجليزية)